# Emiliotia inmaculata
Emiliotia inmaculata is een slakkensoort uit de familie van de Colloniidae. De wetenschappelijke naam van de soort is voor het eerst geldig gepubliceerd in 2008 door Ortea, Espinosa & Fernández-Garcés.